# San Sebastián kommun, Comayagua
San Sebastián är en kommun i Honduras.   Den ligger i departementet Departamento de Comayagua, i den sydvästra delen av landet, 50 km väster om huvudstaden Tegucigalpa. Antalet invånare är 2 710. Arean är 96 kvadratkilometer.
Terrängen i San Sebastián är kuperad åt sydväst, men åt nordost är den platt.